# Borgmästarsten

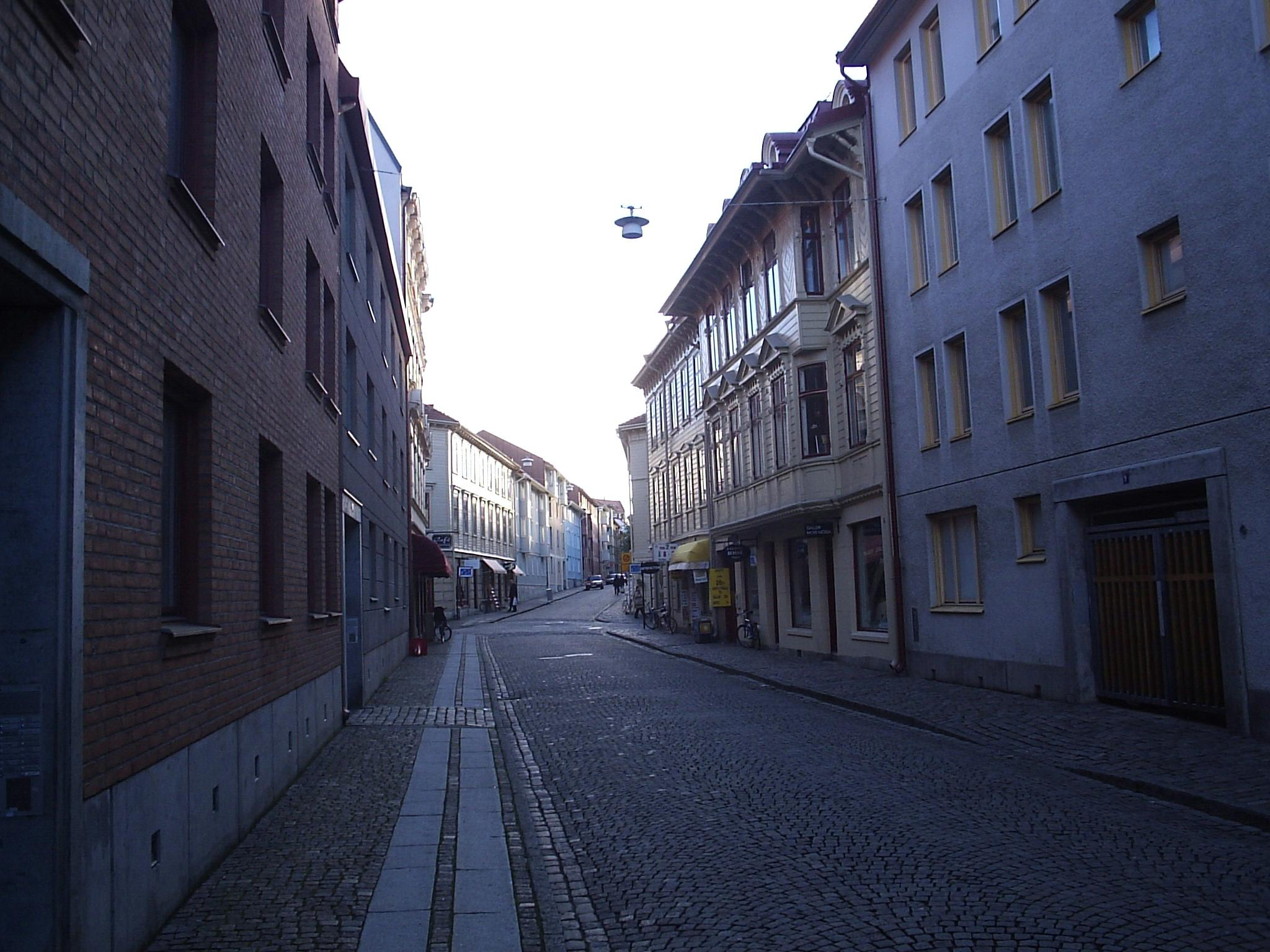
Gata i Haga, Göteborg med två rader av borgmästarestenar.

Borgmästarasten, borgmästaresten eller borgmästarerad, är en stenläggning med flathuggna större stenar i äldre stenlagda gator, avsedda för fotgängare. De äldsta formerna utgörs av runda flata stenar, ofta något upphöjda, som ligger som en rad med öar i stenläggningar med mindre kullersten, på gator och torg. Upphöjningen gjorde att finare folk slapp att smutsa ned sina kläder. Dylika borgmästarstenar förekom redan i Pompeji. En mer sentida variant är längre flata kvadratiska stenar, ofta granitkantsten,  som ligger på rad, ofta på trottoarer.